# Omphalea sargentii
Omphalea sargentii är en törelväxtart som beskrevs av Elmer Drew Merrill. Omphalea sargentii ingår i släktet Omphalea och familjen törelväxter. Inga underarter finns listade i Catalogue of Life.